# Stereopsis mussooriensis
Stereopsis mussooriensis är en svampart som först beskrevs av Henn., och fick sitt nu gällande namn av D.A. Reid 1965. Stereopsis mussooriensis ingår i släktet Stereopsis och familjen Meruliaceae.   Inga underarter finns listade i Catalogue of Life.